# Llista d'asteroides/186501-186600
| Nom      | Designació provisional | Data de descobriment   | Lloc de descobriment | Descobridor/s |
| -------- | ---------------------- | ---------------------- | -------------------- | ------------- |
| 186501 - | 2002 UY                | 25 d'octubre de 2002   | Palomar              | NEAT          |
| 186502 - | 2002 UL6               | 28 d'octubre de 2002   | Palomar              | NEAT          |
| 186503 - | 2002 UH15              | 30 d'octubre de 2002   | Palomar              | NEAT          |
| 186504 - | 2002 UX15              | 30 d'octubre de 2002   | Palomar              | NEAT          |
| 186505 - | 2002 UB19              | 30 d'octubre de 2002   | Palomar              | NEAT          |
| 186506 - | 2002 UK28              | 30 d'octubre de 2002   | Palomar              | NEAT          |
| 186507 - | 2002 UE59              | 29 d'octubre de 2002   | Apache Point         | SDSS          |
| 186508 - | 2002 UO59              | 29 d'octubre de 2002   | Apache Point         | SDSS          |
| 186509 - | 2002 VG2               | 2 de novembre de 2002  | Haleakala            | NEAT          |
| 186510 - | 2002 VA8               | 1 de novembre de 2002  | Palomar              | NEAT          |
| 186511 - | 2002 VE12              | 2 de novembre de 2002  | Palomar              | NEAT          |
| 186512 - | 2002 VA23              | 5 de novembre de 2002  | Socorro              | LINEAR        |
| 186513 - | 2002 VZ23              | 5 de novembre de 2002  | Socorro              | LINEAR        |
| 186514 - | 2002 VC24              | 5 de novembre de 2002  | Socorro              | LINEAR        |
| 186515 - | 2002 VN26              | 5 de novembre de 2002  | Socorro              | LINEAR        |
| 186516 - | 2002 VH31              | 5 de novembre de 2002  | Socorro              | LINEAR        |
| 186517 - | 2002 VM32              | 5 de novembre de 2002  | Socorro              | LINEAR        |
| 186518 - | 2002 VZ34              | 5 de novembre de 2002  | Kitt Peak            | Spacewatch    |
| 186519 - | 2002 VZ37              | 5 de novembre de 2002  | Socorro              | LINEAR        |
| 186520 - | 2002 VU38              | 5 de novembre de 2002  | Socorro              | LINEAR        |
| 186521 - | 2002 VV43              | 4 de novembre de 2002  | Palomar              | NEAT          |
| 186522 - | 2002 VG45              | 5 de novembre de 2002  | Socorro              | LINEAR        |
| 186523 - | 2002 VZ48              | 5 de novembre de 2002  | Anderson Mesa        | LONEOS        |
| 186524 - | 2002 VU50              | 6 de novembre de 2002  | Anderson Mesa        | LONEOS        |
| 186525 - | 2002 VG56              | 6 de novembre de 2002  | Anderson Mesa        | LONEOS        |
| 186526 - | 2002 VK56              | 6 de novembre de 2002  | Anderson Mesa        | LONEOS        |
| 186527 - | 2002 VL59              | 3 de novembre de 2002  | Haleakala            | NEAT          |
| 186528 - | 2002 VN65              | 7 de novembre de 2002  | Socorro              | LINEAR        |
| 186529 - | 2002 VO67              | 7 de novembre de 2002  | Socorro              | LINEAR        |
| 186530 - | 2002 VX78              | 7 de novembre de 2002  | Socorro              | LINEAR        |
| 186531 - | 2002 VD80              | 7 de novembre de 2002  | Socorro              | LINEAR        |
| 186532 - | 2002 VV84              | 7 de novembre de 2002  | Socorro              | LINEAR        |
| 186533 - | 2002 VR86              | 8 de novembre de 2002  | Socorro              | LINEAR        |
| 186534 - | 2002 VX88              | 11 de novembre de 2002 | Anderson Mesa        | LONEOS        |
| 186535 - | 2002 VM101             | 11 de novembre de 2002 | Socorro              | LINEAR        |
| 186536 - | 2002 VQ105             | 12 de novembre de 2002 | Socorro              | LINEAR        |
| 186537 - | 2002 VZ108             | 12 de novembre de 2002 | Socorro              | LINEAR        |
| 186538 - | 2002 VP109             | 12 de novembre de 2002 | Socorro              | LINEAR        |
| 186539 - | 2002 VR114             | 13 de novembre de 2002 | Palomar              | NEAT          |
| 186540 - | 2002 VO127             | 15 de novembre de 2002 | Socorro              | LINEAR        |
| 186541 - | 2002 WJ1               | 23 de novembre de 2002 | Palomar              | NEAT          |
| 186542 - | 2002 WA11              | 25 de novembre de 2002 | Palomar              | NEAT          |
| 186543 - | 2002 WU15              | 28 de novembre de 2002 | Anderson Mesa        | LONEOS        |
| 186544 - | 2002 WT23              | 24 de novembre de 2002 | Palomar              | NEAT          |
| 186545 - | 2002 XY3               | 2 de desembre de 2002  | Socorro              | LINEAR        |
| 186546 - | 2002 XL6               | 1 de desembre de 2002  | Haleakala            | NEAT          |
| 186547 - | 2002 XM8               | 2 de desembre de 2002  | Socorro              | LINEAR        |
| 186548 - | 2002 XQ8               | 2 de desembre de 2002  | Socorro              | LINEAR        |
| 186549 - | 2002 XM9               | 2 de desembre de 2002  | Socorro              | LINEAR        |
| 186550 - | 2002 XP10              | 3 de desembre de 2002  | Palomar              | NEAT          |
| 186551 - | 2002 XQ11              | 3 de desembre de 2002  | Palomar              | NEAT          |
| 186552 - | 2002 XJ13              | 3 de desembre de 2002  | Haleakala            | NEAT          |
| 186553 - | 2002 XA26              | 5 de desembre de 2002  | Socorro              | LINEAR        |
| 186554 - | 2002 XW28              | 5 de desembre de 2002  | Socorro              | LINEAR        |
| 186555 - | 2002 XD33              | 6 de desembre de 2002  | Socorro              | LINEAR        |
| 186556 - | 2002 XB54              | 10 de desembre de 2002 | Socorro              | LINEAR        |
| 186557 - | 2002 XK55              | 10 de desembre de 2002 | Palomar              | NEAT          |
| 186558 - | 2002 XW92              | 5 de desembre de 2002  | Socorro              | LINEAR        |
| 186559 - | 2002 YD1               | 27 de desembre de 2002 | Anderson Mesa        | LONEOS        |
| 186560 - | 2002 YR6               | 28 de desembre de 2002 | Anderson Mesa        | LONEOS        |
| 186561 - | 2002 YA7               | 28 de desembre de 2002 | Kitt Peak            | Spacewatch    |
| 186562 - | 2002 YZ10              | 31 de desembre de 2002 | Socorro              | LINEAR        |
| 186563 - | 2002 YY12              | 31 de desembre de 2002 | Socorro              | LINEAR        |
| 186564 - | 2002 YX13              | 31 de desembre de 2002 | Socorro              | LINEAR        |
| 186565 - | 2002 YQ16              | 31 de desembre de 2002 | Socorro              | LINEAR        |
| 186566 - | 2002 YL19              | 31 de desembre de 2002 | Socorro              | LINEAR        |
| 186567 - | 2002 YG25              | 31 de desembre de 2002 | Socorro              | LINEAR        |
| 186568 - | 2002 YP27              | 31 de desembre de 2002 | Socorro              | LINEAR        |
| 186569 - | 2002 YR27              | 31 de desembre de 2002 | Socorro              | LINEAR        |
| 186570 - | 2002 YX27              | 31 de desembre de 2002 | Socorro              | LINEAR        |
| 186571 - | 2003 AM7               | 2 de gener de 2003     | Socorro              | LINEAR        |
| 186572 - | 2003 AW11              | 1 de gener de 2003     | Socorro              | LINEAR        |
| 186573 - | 2003 AG22              | 5 de gener de 2003     | Socorro              | LINEAR        |
| 186574 - | 2003 AY41              | 7 de gener de 2003     | Socorro              | LINEAR        |
| 186575 - | 2003 AA46              | 5 de gener de 2003     | Socorro              | LINEAR        |
| 186576 - | 2003 AL46              | 5 de gener de 2003     | Socorro              | LINEAR        |
| 186577 - | 2003 AE52              | 5 de gener de 2003     | Socorro              | LINEAR        |
| 186578 - | 2003 AN56              | 5 de gener de 2003     | Socorro              | LINEAR        |
| 186579 - | 2003 AL57              | 5 de gener de 2003     | Socorro              | LINEAR        |
| 186580 - | 2003 AE62              | 8 de gener de 2003     | Socorro              | LINEAR        |
| 186581 - | 2003 AS68              | 9 de gener de 2003     | Socorro              | LINEAR        |
| 186582 - | 2003 AK69              | 7 de gener de 2003     | Socorro              | LINEAR        |
| 186583 - | 2003 AO69              | 7 de gener de 2003     | Socorro              | LINEAR        |
| 186584 - | 2003 AS69              | 8 de gener de 2003     | Socorro              | LINEAR        |
| 186585 - | 2003 AE75              | 10 de gener de 2003    | Socorro              | LINEAR        |
| 186586 - | 2003 AK78              | 10 de gener de 2003    | Socorro              | LINEAR        |
| 186587 - | 2003 AZ79              | 12 de gener de 2003    | Socorro              | LINEAR        |
| 186588 - | 2003 AE85              | 8 de gener de 2003     | Socorro              | LINEAR        |
| 186589 - | 2003 BJ2               | 25 de gener de 2003    | Palomar              | NEAT          |
| 186590 - | 2003 BJ20              | 27 de gener de 2003    | Socorro              | LINEAR        |
| 186591 - | 2003 BZ23              | 25 de gener de 2003    | Palomar              | NEAT          |
| 186592 - | 2003 BH25              | 25 de gener de 2003    | Palomar              | NEAT          |
| 186593 - | 2003 BB26              | 26 de gener de 2003    | Palomar              | NEAT          |
| 186594 - | 2003 BP35              | 28 de gener de 2003    | Palomar              | NEAT          |
| 186595 - | 2003 BS57              | 27 de gener de 2003    | Socorro              | LINEAR        |
| 186596 - | 2003 BX57              | 27 de gener de 2003    | Socorro              | LINEAR        |
| 186597 - | 2003 BJ62              | 28 de gener de 2003    | Palomar              | NEAT          |
| 186598 - | 2003 BD70              | 30 de gener de 2003    | Anderson Mesa        | LONEOS        |
| 186599 - | 2003 BO71              | 28 de gener de 2003    | Socorro              | LINEAR        |
| 186600 - | 2003 BN82              | 31 de gener de 2003    | Socorro              | LINEAR        |